# Tokamak

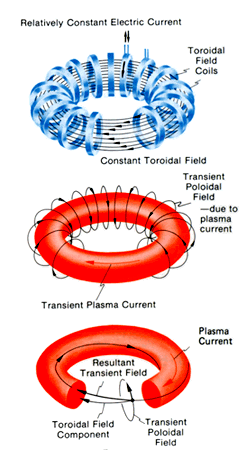
Camp magnètic i corrent d'un tokamak. Es mostra el camp toroidal i les bobines (blau) que el generen, el corrent del plasma (vermell), amb el seu camp poloidal (produït per ell), i el camp resultant quan hi ha superposició.

La paraula tokamak, acrònim del rus тороидальная камера с магнитными катушками - toroidàlnaia kàmera s magnitnimi katúixkami - (en català cambra toroidal amb bobines magnètiques), és un giny que té per objectiu obtenir la fusió de les partícules del plasma, cosa que generaria grans quantitats d'energia. En efecte, la reacció nuclear de fusió de dues partícules lleugeres en una partícula més estable de pes mitjà produeix una energia en relació amb l'equivalència d'Einstein:
{\displaystyle E={m}\cdot {c^{2}}}
Els avantatges de la fusió sobre la fissió (que s'utilitza avui en les centrals nuclears) són que no produeix residus radioactius directes i que no necessita un combustible no renovable i tan escàs com l'urani. En canvi, és molt més difícil d'iniciar. No s'ha arribat al punt d'equilibri entre l'energia que es necessita per accelerar i confinar el plasma i la que s'obté amb la fusió d'algunes partícules. No obstant això, no hi ha raons teòriques per aquest fet, sinó només raons tècniques, que el projecte internacional ITER haurà de resoldre.
El tokamak va ser creat la dècada del 1950 pels físics russos Ígor Tamm i Andrei Sàkharov, basant-se en les idees d'Oleg Lavréntiev.
El 1956, van començar les investigacions experimentals d'aquests sistemes a l'Institut d'Energia Atòmica Ígor Vassílievitx Kurtxàtov de l'Acadèmia de Ciències de l'URSS. El primer tokamak consistia d'una cambra de buit amb forma toroidal que contenia hidrogen i un dispositiu elèctric que per fortes descàrregues ionitzava el gas fins a portar-lo a l'estat plasmàtic. Un fort camp magnètic helicoidal provocat amb potents electroimants aconseguia el confinament del plasma d'elevadíssimes temperatures.
El 21 de maig de 2000, s'anuncià que físics nord-americans havien superat un dels problemes de la fusió nuclear, el fenomen anomenat maneres localitzats a la vora, o ELMs (per les seves sigles en anglès, 'edge localized modes') que provocaria una erosió de l'interior del reactor, obligant al seu reemplaçament freqüentment. 

En un article publicat el diumenge 21 de maig de 2000 en la revista britànica Nature Physics, un equip dirigit per Todd Evans, de l'empresa General Atomics, Califòrnia, anuncià el descobriment que un petit camp magnètic ressonant, provinent de les bobines especials ubicades a l'interior del vas del reactor, crea una interferència magnètica «caòtica» a la vora del plasma que deté la formació de flux.
El 24 de maig de 2006, els set socis del projecte ITER - Unió Europea, Japó, Estats Units, Corea del Sud, l'Índia, Rússia i la Xina - van signar a Brussel·les l'acord internacional per al llançament del reactor de fusió internacional, que es construirà a Cadarache, al sud-est de França usant el disseny del tokamak. Els costos de construcció del reactor es van estimar en 4.570 milions d'euros i la durada de la construcció en 10 anys. La UE i França es van comprometre a contribuir amb el 50% del cost, mentre que les altres sis parts van acordar aportar cadascuna al voltant del 10%.